# 디미트리오스 델리얀니스
디미트리오스 델리얀니스(그리스어: Δημήτριος Δεληγιάννης, 1873년 ~ ?)는 그리스의 육상 선수이다. 그는 아테네에서 열린 1896년 하계 올림픽에 참가했다.
델리얀니스와 함께 17명의 선수가 마라톤에 출전했다. 그는 완주를 한 9명의 선수 중 6위를 차지했다.